# Ялосуо, Мира
Мира Ялосуо (фин. Mira Jalosuo; род. 3 февраля 1989, Лиекса, Северная Карелия) — финская хоккейная защитница и тренер. В составе сборной Финляндии бронзовый призёр Олимпийских игр 2018 года. Известна как одна из первых европейских хоккеисток, выступавших за команду «Миннесота Голден Гоферс» из университета Миннесоты; забросила 19 шайб и отдала 37 голевых передач, однако в последний момент не была включена в заявку на Олимпиаду в Ванкувере.

## Биография

### Ранние годы
Родители — Аки-Пекка и Сирпа Ялосуо. Выросла в Лиексе, небольшом городке с хоккейным катком. Мира играла в хоккей на пруду с соседскими детьми, а позже стала играть за команду мальчиков «Лиексан Хуртат» с 12 лет. В возрасте 15 лет переехала в Оулу, где стала играть за женскую команду «Кярпят». Дважды серебряный и дважды бронзовый призёр чемпионата Финляндии, капитан на протяжении двух лет, член символической сборной 2007, 2008 и 2009 годов. Самый ценный защитник чемпионата Финляндии сезонов 2006/2007 и 2007/2008.
Мира выступает за сборную Финляндии с 2008 года, она обладательница четырёх бронзовых медалей чемпионата мира. В 2008 году на Кубке четырёх наций отметилась заброшенной шайбой. В 2009 году окончила школу Кастелли и поступила в Университет Миннесоты, где окончила химический факультет.

### Выступления в колледже
Мира Ялосуо и Ноора Рятю, которые жили в одной комнате, стали первыми европейскими хоккеистками в составе женского хоккейного клуба «Миннесота Голден Гоферс». За четыре года в 152 играх Ялосуо забросила 19 шайб и отдала 37 голевых передач: 37 матчей она провела в сезоне 2009/2010, отметившись одной шайбой, пятью передачами и показателем полезности +4. Первое очко набрала в игре против «Сиракьюз Орандж» 4 октября 2009 года, отдав голевой пас на Челси Джонс. В январе она выступила за сборную Финляндии на Кубке Меко в Германии и поэтому не сыграла в трёх матчах за команду колледжа. Первая заброшенная шайба — 26 февраля 2010 года (матч против «Миннесота Стейт Маверикс», победа 8:5) в рамках плей-офф чемпионата WCHA.
В связи с тем, что Миру Ялосуо исключили в самый последний момент из заявки на Олимпиаду, она решила добиться любой ценой попадания в олимпийскую сборную и назвала это решение поворотным моментом в своей карьере. В сезоне 2010/2011 она попала в сборную звёзд WCHA и получила особую награду за выдающиеся спортивные достижения. Она сыграла все 38 игр в сезоне и забросила 4 шайбы (все в численном большинстве), а также отдала 8 голевых передач (показатель полезности +9). В паре с Энн Шлепер Ялосуо выступила в матчах 22 октября против «Сент-Клауд Стейт Хаскис», 26 и 28 ноября против «Гарвард Кримсон» — в первом случае она отдала первую голевую передачу в сезоне, а во втором забросила победные шайбы в ворота гарвардской команды. В полуфинале WCHA от 4 марта против «Миннесота-Далат Буллдогс» она забросила победную шайбу. В сезоне 2011/2012 снова попала в символическую сборную, забросив три шайбы и отдав шесть голевых передач. Первую шайбу забросила 1 октября в ворота «Сиракьюз Орандж», в первом раунде отдала одну голевую передачу и ещё раз отличилась в полуфинале. В четвертьфинале чемпионата NCAA 10 марта 2011 года заработала показатель полезности +3 в матче против Университета Северной Дакоты (победа 5:1).
В сезоне 2011/2012 Ялосуо набрала рекордные 30 очков, забросив 11 шайб и отдав 19 голевых передач в течение 41 игры. Итоговый показатель полезности +38. Четыре раза она забрасывала победную шайбу, попав в третью символическую сборную. В обеих играх открытия сезона против «Колгейт Рейдерс» она отличилась по разу 28 и 29 сентября, а в промежутках с 12 по 20 октября и со 2 по 16 февраля неизменно не уходила без набранных очков (в первом случае — шайба и 6 передач, во втором случае — шайба и 5 передач). В первом раунде WCHA 5 марта забросила шайбу в игре против «Бемиджи Стейт Биверз», а 8 марта в полуфинале WCHA против «Огайо Стейт Бакайз» также отличилась голом (в обоих случаях счёт был 5:0 в пользу «Миннесота Голден Гоферс». В четвертьфинале NCAA она отдала победный голевой пас на Терри Келли в игре 16 марта против Северной Дакоты, а 24 марта забросила первую шайбу в своей карьере в Национальном чемпионате в ворота «Бостон Юниверсити Террьерз».

### После колледжа
Ялосуо продолжила выступления за нижегородский «СКИФ» в чемпионате России, как игрок СКИФ участвовала в чемпионатах мира и выиграла Кубок европейских чемпионов. В настоящее время числится игроком «Кярпят» чемпионата Финляндии. В 2018 году завоевала бронзовые медали Олимпиады в Пхёнчхане.